# 迈克尔·霍顿
迈克尔·霍顿爵士（英語：Sir Michael Houghton，1949年—），英国科学家，和诺贝尔奖获得者。1989年，他与朱桂霖，郭勁宏和丹尼尔·布拉德利(Daniel W. Bradley)共同发现了丙型肝炎。他还于1986年共同发现了丁型肝炎的基因组。丙型肝炎病毒(HCV)的发现导致用于检测血液供应中丙型肝炎病毒(HCV)的诊断试剂的迅速发展，这使通过输血获得丙型肝炎病毒(HCV)的风险从三分之一减少到了约200万之一。 据估计，仅在美国，抗体测试每年就至少预防了40,000例新的感染，而在全世界范围内，预防了更多的这种情况。

## 早年生平和教育
1949年出生于英国，他的父亲是卡车司机和工会官员。霍顿在读到有关路易斯·巴斯德（Louis Pasteur）的知识后，便被启发成为一名微生物学家。霍顿1972年获东英吉利大学学士学位，并于1977年获伦敦大学国王学院生物学博士学位。

## 科学生涯

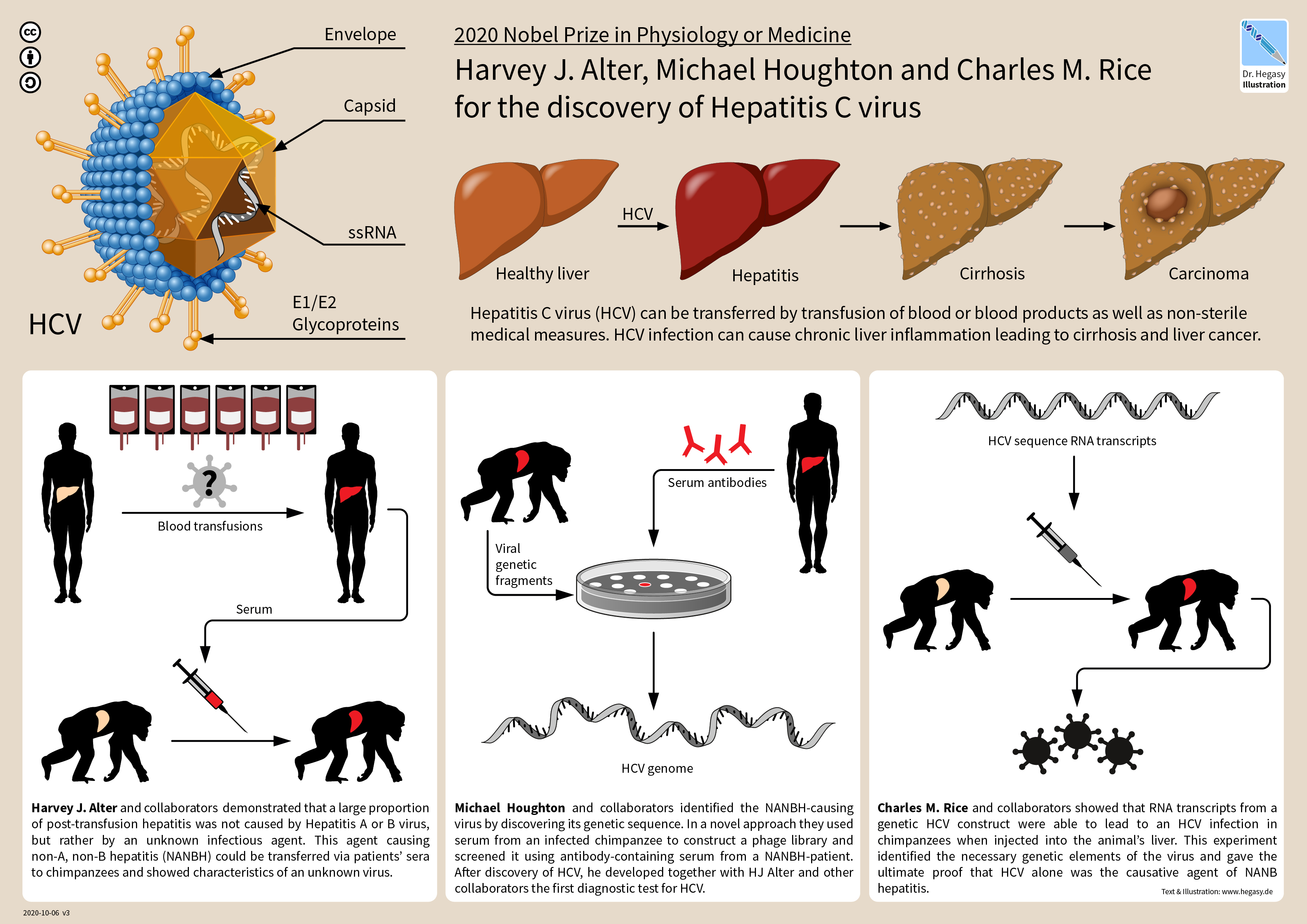
Nobel Prize in Physiology or Medicine 2020: Seminal experiments by HJ Alter, M Houghton and CM Rice leading to the discovery of HCV as the causative agent of non-A, non-B hepatitis.

然后，他在白金汉郡塞尔研究实验室工作，在1982年成为希龙公司的非甲非乙型肝炎部主管。正是在希龙公司，霍顿与来自美国疾病控制与预防中心的同事朱桂霖，郭勁宏和丹尼尔·布拉德利一起首次发现了丙型肝炎病毒(HCV)的证据。
在20世纪80年代初CDC的丹尼尔·布拉德利从黑猩猩的血清中分离了后来称为丙肝病毒的非甲非乙型肝炎病毒。霍顿得以与布拉德利协作克隆这些病毒，并开发了一种测验血液的方法，在20世纪90年代初用于肝硬化和肝癌患者。
2013年，阿尔伯塔大学霍顿的团队证明，源自单一丙型肝炎病毒株的疫苗可有效对抗这种病毒的所有病毒株。截至2020年，该疫苗正在进行非临床试验。

## 奖项
- 1992年，他与他的团队成员同获美国血库协会（英语：AABB）卡尔·兰德斯泰纳纪念奖。
- 1993年，他与布拉德利获得了羅伯·柯霍獎。
- 1994年，获美国胃肠病协会（英语：American Gastroenterological Association）威廉·博蒙特奖（英语：William Beaumont Prize）。
- 2000年，获拉斯克奖
- 2013年，获加拿大盖尔德纳国际奖，但霍顿拒绝领奖，因为两位同事郭勁宏（台灣人）、朱桂霖（英语：Qui-Lim Choo）（新加坡人）没能一起获奖。[14]
- 2020年，荣獲諾貝爾生理學或醫學獎。[15]